# Dänische Badmintonmeisterschaft 1984
Die Dänische Badmintonmeisterschaft 1984 fand in Hundested statt. Es war die 54. Austragung der nationalen Titelkämpfe im Badminton in Dänemark.

## Titelträger
| Disziplin    | Sieger                                              |
| ------------ | --------------------------------------------------- |
| Herreneinzel | Morten Frost, Gentofte BK                           |
| Dameneinzel  | Kirsten Larsen, Gentofte BK                         |
| Herrendoppel | Jens Peter Nierhoff Morten Frost, Gentofte BK       |
| Damendoppel  | Hanne Adsbøl, Lyngby BK Kirsten Larsen, Gentofte BK |
| Mixed        | Morten Frost Ulla-Britt Frost, Gentofte BK          |